# آداب البريد الجوي
آداب البريد الجوي، "PAR AVION -- BY AIR MAIL" وغالباً ما تختصر إلى مجرد قواعد، وهي عبارة عن ملصق يُستعمل للإشارة إلى أن الرسالة سترسل بواسطة خدمة البريد الجوي.

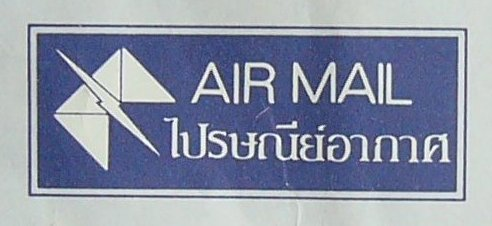
عبارة "AIR MAIL" المطبوعة في تايلاند

## الاشتقاق
إن مصطلح "آداب البريد الجوي" مشتق من الكلمة الفرنسية étiquette (والتي اشتقت منها أيضاً الكلمة الإنجليزية etiquette ("قواعد السلوك").

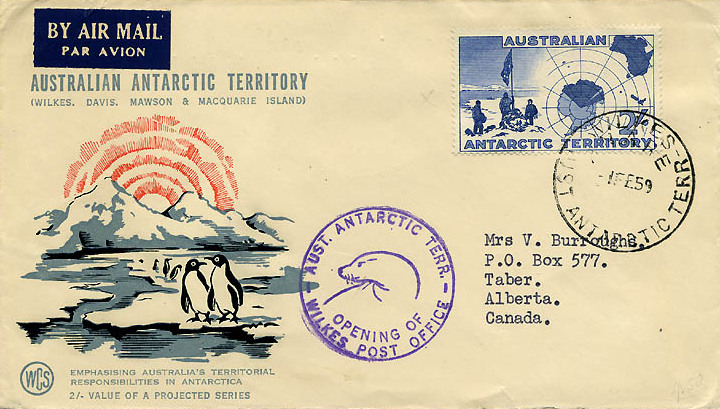
يحتوي هذا الظرف البريدي الصادر عام 1959 من إقليم أنتاركتيكا الأسترالي على آداب البريد الجوي "PAR AVION -- BY AIR MAIL" باللون الأزرق الداكن في الزاوية اليسرى العليا.

## الاستعمال
نظرًا لأن آداب البريد الجوي هي مجرد تعليمات لموظفي البريد، وليس لها قيمة نقدية، فلا يلزم أن تكون طباعتها وتوزيعها خاضعة للرقابة الدقيقة كما هو الحال بالنسبة لطوابع البريد، ومعظمها يطبع بشكل خاص. إن التصميم المعتاد هو تصميم مستطيل أزرق عادي، مع عبارة "AIR MAIL" و/أو "PAR AVION" بأحرف بيضاء. كما أنتجت العديد من شركات الطيران والفنادق طوابع بريدية مختلفة.
ويجوز حذف عبارة آداب البريد الجوي "PAR AVION" إذا استعملت طوابع البريد الجوي على الرسالة، بل إن ذلك ليس ضرورياً في بعض الحالات إذا كانت الدولة ترسل كل بريدها الخارجي جواً. في بعض المناطق، مثل المملكة المتحدة، يمكن للمرء أن يكتب ببساطة "PAR AVION - By AIR MAIL" على الظرف، على الرغم من أن قرطاسية (آداب البريد الجوي) متاحة مجاناً من مكاتب البريد.
تشترط الولايات المتحدة رسمياً أن يتم وضع علامة "AIRMAIL/PAR AVION" على رسائل الدرجة الأولى والبريد الدولي ذات الأولوية. وغالباً ما يتم تجاهل هذا الشرط في الممارسة الحديثة منذ أن أوقفت خدمة البريد الأمريكية إرسال البريد السطحي الدولي في عام 2007؛ حيث يتم الآن إرسال جميع الرسائل الدولية من الولايات المتحدة عبر البريد الجوي. لم تعد خدمة البريد الجوي المطبوعة مسبقاً تنتج طوابع البريد الجوي من قبل USPS. إذا قام عملاء USPS بشراء طوابع البريد الدولي من أكشاك الخدمة الذاتية أو من مكاتب البريد أو عبر الإنترنت، فيجب أن تكون الرسائل مكتوباً عليها "AIRMAIL/PAR AVION" على جانب العنوان من الرسالة. ينطبق هذا على كل من خدمات بريد الدرجة الأولى الدولي وبريد الأولوية الدولي.

## صور

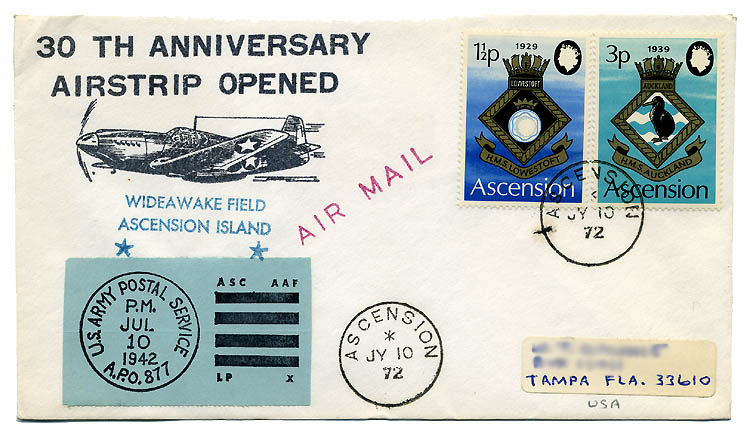
ظرف بريد جوي خاص بجزيرة أسنشن عام 1972
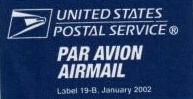
ملصق البريد الجوي USPS
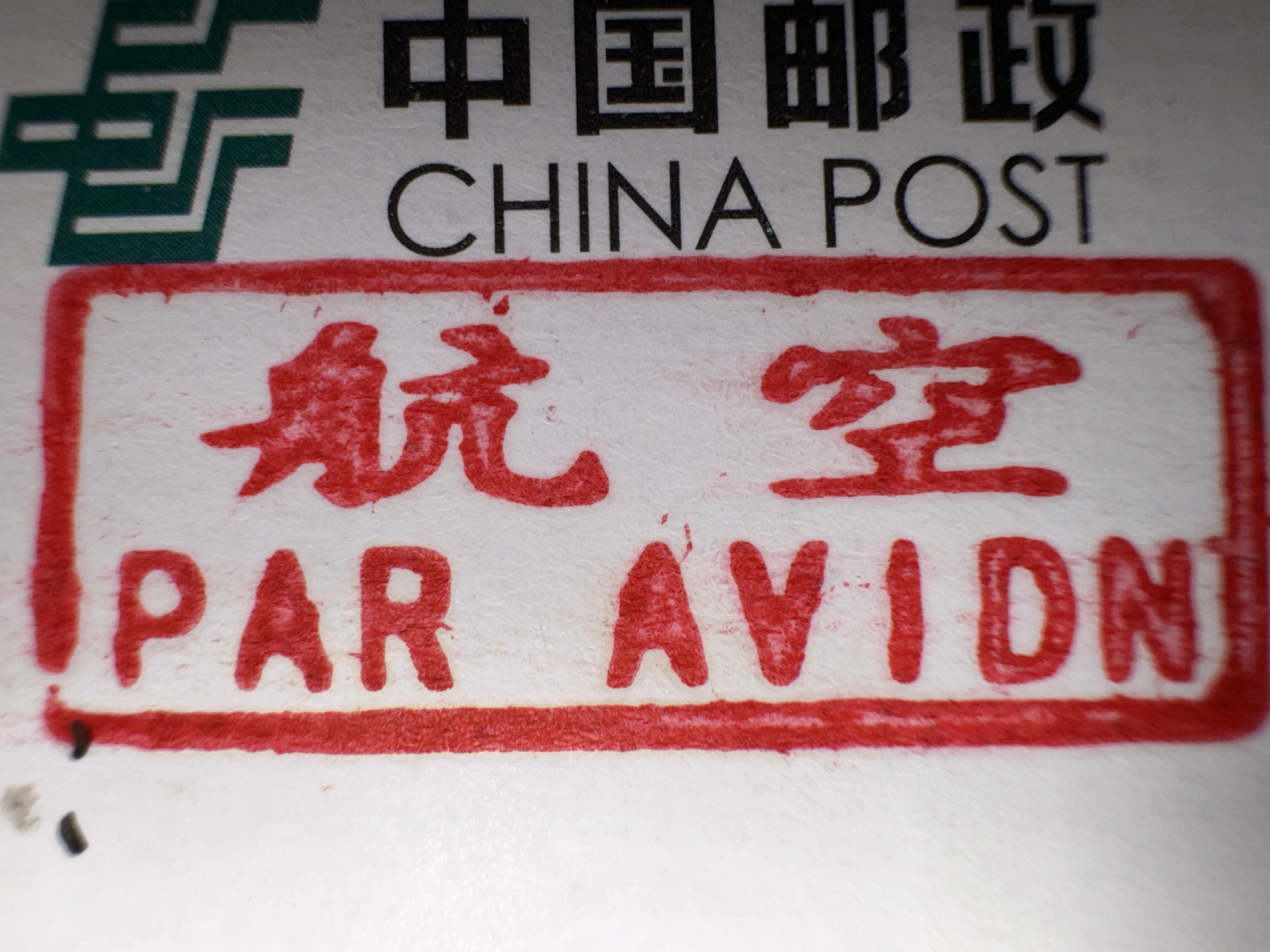
طابع بريد الصين الرسمي "par avion"
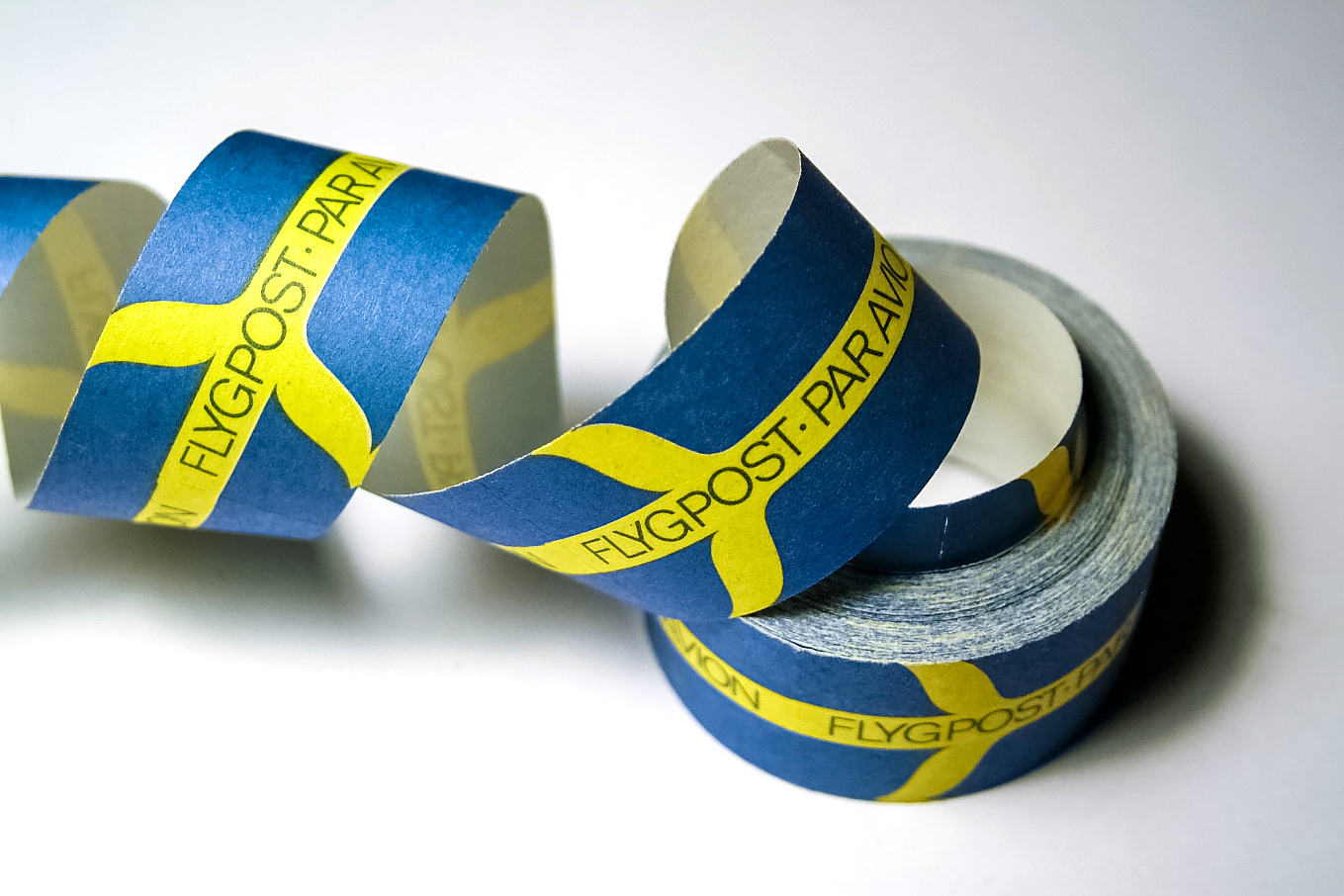
لفة من الملصقات السويدية ("بار أفيون").